# Nii Odartei Evans
Russell Glynn Nii Odartei Evans, né le 4 juin 1980, est un acteur, écrivain, cinéaste et artiste voix off anglo-ghanéen surtout connu pour son travail d'annonceur de la BBC.

## Éducation
Il a fréquente l'Université du Bedfordshire et étude le génie logiciel. Il est le meilleur ami de Melvin Odoom et Rickie Haywood Williams, DJ de Kiss FM.
Nii Odartei Evans est apparu pour la première fois sur scène en 2003 dans une production amateur d'un remake de The Coloured Museum de George C Wolfe. La pièce « Black My Story » a été adaptée par sa femme.
Nii rejoint l'Identity Drama School en 2009, puis a rejoint leur agence qui comprenait des acteurs tels que John Boyega et Letitia Wright.
En 2005, Nii a entamé sa carrière de voix off à la BBC. Il a commencé par enregistrer des bandes-annonces et des identifiants pour des émissions populaires diffusées sur BBC Radio 1Xtra.
En 2014, Nii produit un pilote écrit par Yonah Odoom (soeur de Melvin Odoom) et Moshana Khan. Le pilote, intitulé YOMO (You Only Marry Once), était vaguement basé sur les histoires de rencontres entre femmes.
En 2014, Yonah Odoom et Moshana Khan ont créé un pilote intitulé “YOMO: You Only Marry Once” (Vous ne vous mariez qu’une fois). Cette mini-série met en scène deux jeunes femmes vivant à Londres, cherchant à trouver un mari
Les crédits vocaux de Nii sont variés et incluent des marques telles que Channel 4 et Lebara mobile ainsi que des voix pour l'animation.
Après que les téléspectateurs ont contacté Points of View pour se plaindre de son accent londonien, Nii a écrit un article dans le Guardian intitulé "Ceux qui ont ridiculisé mon accent ont souligné leur ignorance – pas la mienne".

## Vie privée
Evans, né de parents ghanéens, s’investit activement dans la communauté ghanéenne. En 2006, il fonde le Ghana Black Stars Network, une initiative visant à reconnecter les jeunes Ghanéens de la diaspora avec leur pays d’origine.
Evans partage sa vie avec son épouse, avec qui il a créé « Love YaaYaa », une entreprise spécialisée dans la vente de ceintures Obi, d’accessoires et de bandeaux en cuir faits à la main. Le couple réside dans l’Est de Londres et a deux garçons